# 妹川尚子
妹川 尚子（いもかわ なおこ、1985年5月15日 - ）は、日本のAV女優。バンビプロモーション所属。

## 略歴・人物
2003年にAVデビュー。
英語とスペイン語を得意としており、『裸の大陸2』ではそれを生かし海外ロケを行った。

## 出演作品

### アダルトビデオ
2003年
- 巨乳秘書自慢（2月23日、メディアステーション）他出演:永井亜紀、武村リナ
- THE おしっこガマン（3月6日、SODクリエイト）共演:上村志保、臼井利奈、松沢はな、黒木あみ、千野彩乃
- ラヴァーズ・レイプ（3月18日、V&Rプランニング）
- コスプレクリニック（4月9日、TMA）…共演:秋本優奈、星野美帆
- ロリータ外国人乱交 2（4月15日、MOODYZ）共演:由月理帆、矢田あき
- ぎゃるるん! 5（4月15日、ジーメディア）他出演:白鳥ゆうか、水野真夏、若宮みづき
- エイティーンLOVE vol.3（4月18日、トライハートコーポレーション）他出演:大地結芽、草蒔紅葉、早乙女舞
- 24人公式全裸（秘）プロフィール（5月17日、ディープス）他23名共演
- おんなのこのおなにー 4（6月5日、ディープス）他多数出演
- 帰って来た全裸スポーツシリーズ 番外編 夜這い（6月20日、ディープス）共演:臼井利奈、飯塚マナ、上村志保、斉藤知華、根本美鈴、永井亜季、清永伸枝
- 美脚キャンギャル実録面接 脱がされ舐められ潮吹きまくり!!（7月19日、コロナ社）
- ロリスカ おもらし教室（7月29日、みるきぃぷりん♪）共演:倉本安奈 ※「妹川なおこ」名義
- いたずら淫語（8月3日、シュガーボーイ）
- 放尿伝 4（8月8日、GIGA）他出演:工藤かな、藤彩香、飯塚マナ、菊地麗子、上村志保、倉木ノン、葉月かんな、倉本安奈 他
- [男性の味方]逆ナンパハーレム隊がイク!! MM号池袋へ出動!! Hテンションナース軍団!! 素人男性ヘロヘロ昇天天国!!編（8月16日、SODクリエイト）共演:本島純子、上原圭、根本美鈴、永井亜季、清永伸枝、山本わか、安西紗那、武田恵美子、住戸まなか、塚内由里、長野美希
- 大人の玩具マニュアル ～振動 痙攣 絶頂～（9月1日、ディープス）
- 大丈夫って言われてきちゃったケドこんな格好で放置されて、一体これからどんな事されるんだろう? 私、ホントにダイジョウブ?（11月4日、TMA）共演:白井綾、朝倉なほ、原西美由
- FACE 2003 なま&本気（12月15日、MOODYZ）他出演:臼井利奈、朝倉なほ、小池ひとみ、美波ゆや

2004年
- [男性の味方]逆ナンパハーレム隊がイク!! 2 MM号池袋へ出動!! HテンションOL軍団!! 素人男性ヘロヘロ昇天天国!!（1月8日、SODクリエイト）共演:志賀友恵、黒木あみ、朝倉なほ、上原久美、江津かなみ、大原理恵子、片桐みゆ、緋村みこ
- ドリームクリニック VOL.2（2月1日、MOODYZ）共演:米倉真琴、綾川萌、五月あやか、松島ようこ、吉岡愛、菊池藍
- 緊縛スチール撮影 14（2月10日、ダーティーファクトリー）他出演:朝倉なほ、梶原まゆ、美月蓮、飯塚マナ、渡辺弓絵
- メス図鑑 隣のお姉さんは魔性の女（2月20日、アトラス21）他出演:石田ゆり、伊吹理沙
- バレリーナ（2月13日、ビッグモーカル）共演:このみ、森川りな、森下由希、緒川さら、元宮一美、横木理恵、新庄美里、阿部かおる、若葉楓
- 筆下ろし合宿 完全版（3月15日、ホットエンターテイメント）共演:萩原さやか、ミュウ、春川リサ、楠木さやか、三上翔子、宮下杏菜
- 秘密 インケイジュ2（4月3日、ワープエンタテインメント）共演:藍山みなみ、伊集院沙羅
- 緊縛レズ 13（4月9日、ダーティーファクトリー）共演:朝倉なほ 他出演:笠木忍、武村リナ、渡辺弓絵、西沢麻里
- 新任看護学生 （4月23日、ビッグモーカル）共演:笠木忍、平瀬マリ、一ノ瀬悠、真島裕香、志賀友恵、北見亜矢 他
- AQUA-girls DANCING HIGH SCHOOL vol.02（5月1日、OFFICE K'S）他出演:水野ルイ、倉木ノン、長野美希、江津かなみ、宮崎リサ、西井あやな、川奈麻衣 他
- 女だらけのレズねるとん（5月15日、MOODYZ）共演:桜田さくら、風見京子、桜井流々、宮崎リサ、華沢レモン
- 競水マニア vol.02（5月29日、OFFICE K'S）
- 女痴校生7人が素人童貞逆ナンパ 3（6月15日、ホットエンターテイメント）共演:野口佳穂、横井くるみ、大沢志保、愛川みい、根本かおり、ミュウ
- エイティーン♥カップルズ（6月25日、TMクリエイト）他出演:桜井マミ、松橋しおり、山田加奈、草蒔紅葉 他
- 緊縛くすぐり責め 6（10月7日、ダーティーファクトリー）共演:朝倉なほ
- 下着ダイスキ倶楽部（11月26日、エアサプライ）オムニバス作品

2005年
- 緊縛放置 6（1月24日、ダーティーファクトリー）共演:朝倉なほ 他出演:蒼吹雪、月咲舞、黒木あみ、松岡紗幸
- ザ・吊り 4（12月26日、ダーティーファクトリー）他出演:宮地奈々、飯塚マナ、武藤さき

2006年
- ザ・コブ縄（2月25日、ダーティーファクトリー）他出演:北山静香、ゆき、澤木千香、紅華、内田千穂、黒木あみ、宮地奈々、朝倉なほ
- ザ・連縛 5（6月23日、ダーティーファクトリー）共演:朝倉なほ 他出演:飯塚マナ、小泉ゆり、松岡紗幸
- イカせっこバトル ダイジェストDVD VOL.09（6月23日、バトル）共演:中村優花、安藤恵理香
- クラシックバトル Vol.10 （8月4日、バトル）共演:愛可みなみ
- 悶絶 腹パンチ＆股間パンチ No.4（8月18日、マニア同盟）共演:愛可みなみ 他出演:風吹恋、優利咲らん
- ザ・決着 04（9月1日、バトル）共演:愛可みなみ 他出演:内山美優、潤、星坂唯、岡沢ジュン、浜村咲、林田聡美
- 裸の大陸 2（10月9日、ナチュラルハイ）
- ヒロイン討伐 Vool.26（10月27日、GIGA）
- 集団的いぢめオフィスレディー（11月19日、クロス）他多数共演
- 人魚戦隊マリンファイブ 陵辱編（12月21日、GIGA）共演:日向ありさ、桜沢まひる、常夏みかん、椎名りく、日高ゆりあ、みずなあんり

2007年
- 箱の中身はなんだろな? 全身BOXパート2（1月5日、V&Rプロダクツ）他多数出演
- 人魚戦隊マリンファイブ　討伐編（1月12日、GIGA）共演:日向ありさ、桜沢まひる、常夏みかん、椎名りく、日高ゆりあ、みずなあんり
- 脱ぎたてホカホカ生パンティーでイカされ2時間 （1月19日、クロス）他出演:椎名りく、中谷瑠華、姫野愛、優木リナ、若葉かおり
- 密室!エレベーターパニック （2月22日、V&Rプロダクツ）共演:川村カンナ、中山りお、小川菜央、つゆの優、戸田仁美、北崎未来、中迫友香
- 女子高生限定20人 花の卒業式で痴女お礼参り（3月8日、ディープス）先生役 他19名共演
- 時間よ止まれ パート6（3月8日、V&Rプロダクツ）他多数出演
- 緊縛術 5（4月25日、ダーティーファクトリー）他出演:浜野美砂、仁科由美
- バイブの虜 24（6月1日、プールクラブ・エンターテイメント）他出演:結城リナ、日高ゆりあ、高部しおり、熊澤ゆき、吉井恵、若菜あゆみ、水原さやか、仲居ありす、安永みちる、山田聖
- ProStyle Fight! 01（6月15日、Feti-Feast）共演:仲村もも
- レイプ! 無人島サバイバー 捕まったら最後 LAST シーズン1（7月5日、サディスティックヴィレッジ）共演:結城リナ、日高ゆりあ、中島京子、あいり、杏珠、星沢マリ、松沢優
- NoGiveUp! MIX 03（7月20日、Feti-Feast）
- 緊縛スチール撮影 24（9月24日、ダーティーファクトリー）他出演:月咲舞、蒼吹雪、松岡紗幸
- 着で本気オナニー 01（7月20日、Feti-Feast）他出演:東あき、仲村もも、日高ゆりあ
- 巨乳 電マ 60人（10月19日、ミスター・インパクト）他59名出演
- 女子校生のプライベートSEX（11月25日、TMクリエイト）他出演:琴野まゆか、仲咲千春、野原りんご、米山結菜、桜井マミ

2008年
- 電マ失禁垂れ流し（9月2日、プレステージ）他出演:樹林れもん、加藤はるな、中迫友香、吉岡あすか、水元えり
- 火曜日は全裸登校日（9月4日、アキノリ）他多数共演
- 転校したら男は僕一人ぼっちだった…。 4（10月9日、アキノリ）他多数共演

2009年
- ヒロインバトル 007（2月27日、アキバトル）共演:中野みづほ
- ヒロインバトル 008（2月27日、アキバトル）共演:中野みづほ

発売日不明
- 黄金伝説 9（GIGA）
- 続・浣腸 6（GIGA）他出演:立花さくら
- 催眠ドライブ No.1（ミラクルパワー）

### テレビドラマ
- 特命係長 只野仁 1stシーズン 第1話 問題社員（2003年7月4日、テレビ朝日）